# Hans Mezger
Hans Mezger Rosche (Ottmarsheim, 18 novembre 1929 – 10 giugno 2020) è stato un ingegnere, progettista motorista e direttore tecnico tedesco, capo del reparto motorsport della Porsche.

## Carriera

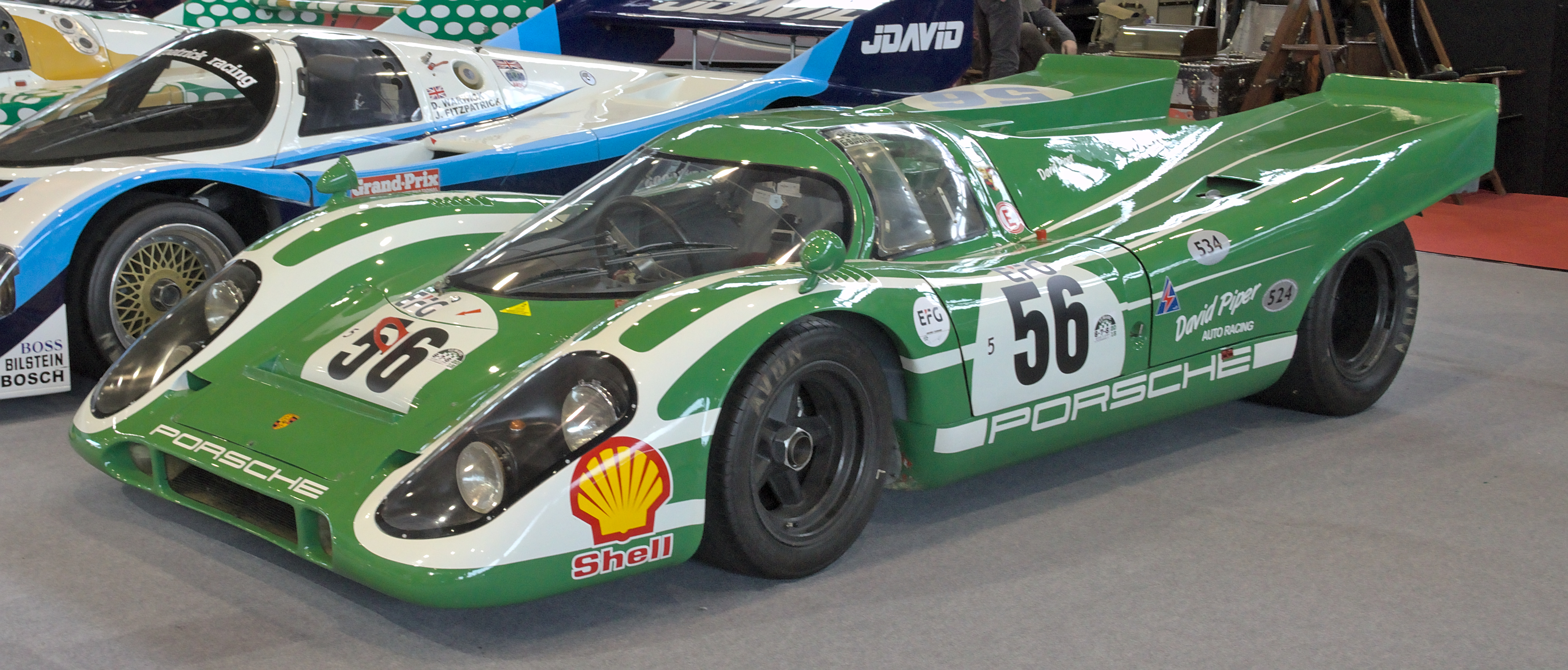
Porsche 917

Dopo aver studiato ingegneria meccanica presso l'Università Tecnica di Stoccarda, Mezger iniziò a lavorare in Porsche a Zuffenhausen nel 1956. Fu coinvolto nello sviluppo di motori da corsa per la Formula 2 e sull'otto cilindri da 1,5 litri per la Formula 1, che fu utilizzato sulle vetture di Dan Gurney e Jo Bonnier nel 1962. L'anno seguente a causa della chiusura del programma per le monoposto, passò allo sviluppo dei motori per le vetture di serie, dove realizzò il motore boxer a sei cilindri raffreddato ad aria per la neonata Porsche 911 del 1963, nonché tutte le successive evoluzioni montate sulle generazioni seguenti.
Ferdinand Piëch nel 1965 creò uno speciale dipartimento dell'azienda dedicato agli sport motoristici, il cui capo divenne Mezger. Con la Porsche 917, progettata e disegnata da Mezger, Porsche vinse la sua prima 24 ore di Le Mans e anche i campionati mondiali sportprototipi del 1969, 1970 e 1971.

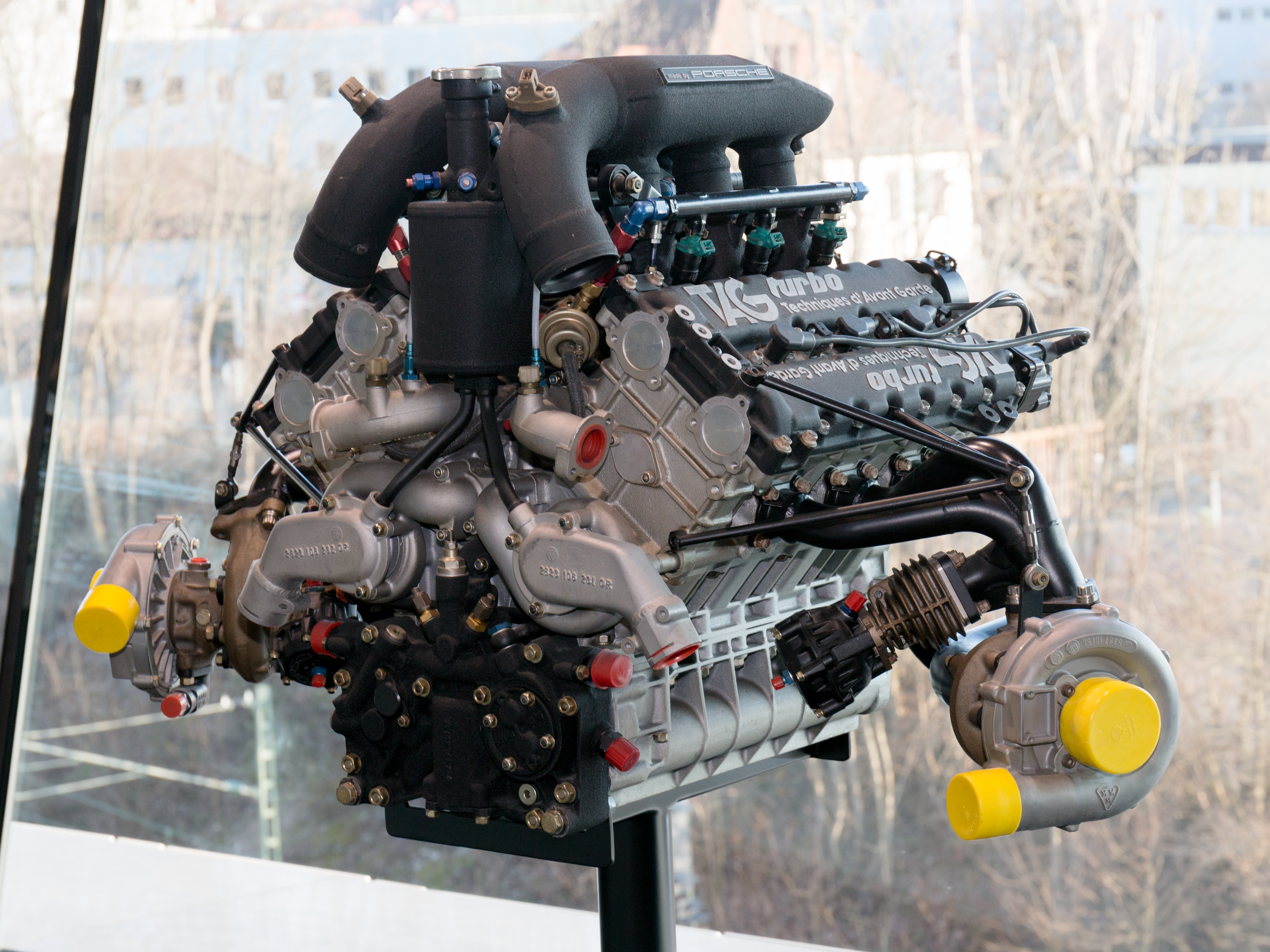
Motore TAG TTE PO1

Nel 1972 il dipartimento di Mezger fu trasferito a Weissach come parte di una riorganizzazione interna all'azienda. Nell'autunno del 1981, la McLaren commissionò alla Porsche lo sviluppo di un motore turbo per la Formula 1. Il motore, sviluppato da Mezger, fu finanziato dalla TAG e venne chiamato "TAG-Porsche". Il propulsore montato sulle monoposto McLaren vinse i mondiali di F1 nel 1984, 1985 e 1986 con alla guida Niki Lauda e Alain Prost.
Nel 1990 Porsche tornò in Formula 1 con un nuovo motore V12 aspirato progettato da Mezger montato sulle vetture della scuderia Footwork. Chiamato Porsche 3512, a causa di vari problemi al propulsore e la mancanza di risultati, portò alla soppressione del programma a metà 1991.

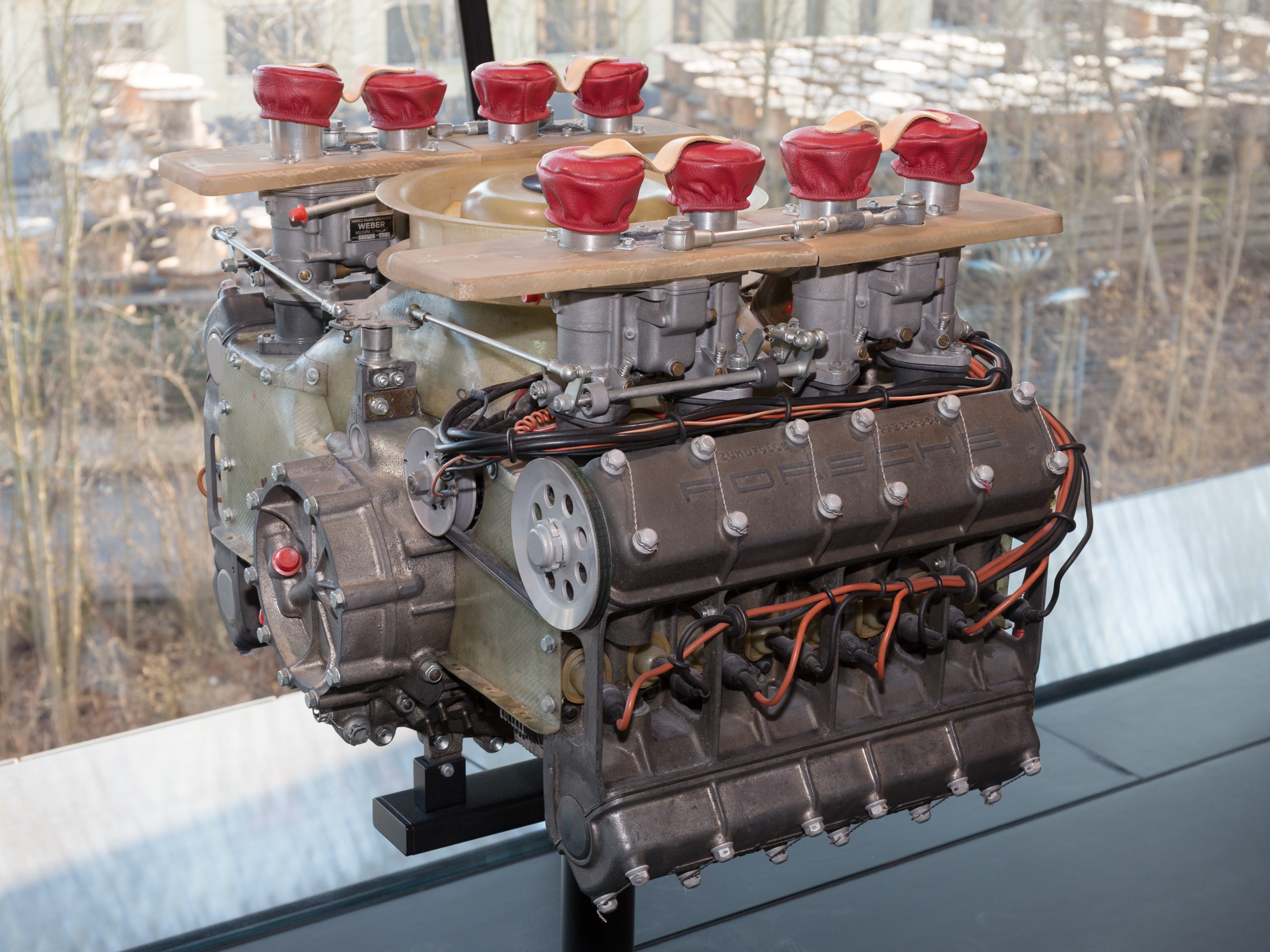
Motore Porsche 771 a 8 cilindri boxer

A metà degli anni '90, Mezger si ritirò dopo 40 anni di carriera passati tutti alla Porsche. Il suo ultimo lavoro fu sul motore della Porsche 996 sui modelli GT3, GT2 e Turbo, che equipaggiarono anche la generazione successiva 997. Questo motore aveva un basamento in alluminio composto di sole due parti, che Hans Mezger aveva progettato al posto del basamento in più parti delle altre vetture Porsche, dotandolo inoltre della lubrificazione a carter secco.